# Mount Murray Brewing
Mount Murray Brewing Co Ltd, bryggeri i Braddan, Isle of Man. Bryggeriet producerar real ale och invigdes 1986. 

## Exempel på varumärken
- Ruby Mild
- Castletown Bitter
- Shuttleworth Snap